# Burbank (Washington)
Burbank az Amerikai Egyesült Államok északnyugati részén, Washington állam Walla Walla megyéjében elhelyezkedő statisztikai település. A 2010. évi népszámlálási adatok alapján 3291 lakosa van.

## Éghajlat
A település éghajlata félsivatagi sztyeppe (a Köppen-skála szerint BSk).
| Hónap                         | Jan.  | Feb.  | Már.  | Ápr. | Máj. | Jún. | Júl. | Aug. | Szep. | Okt.  | Nov.  | Dec.  | Év    |
| ----------------------------- | ----- | ----- | ----- | ---- | ---- | ---- | ---- | ---- | ----- | ----- | ----- | ----- | ----- |
| Rekord max. hőmérséklet (°C)  | 23,3  | 23,3  | 31,7  | 35,0 | 40,0 | 42,8 | 46,1 | 46,1 | 37,8  | 32,2  | 26,1  | 21,7  | 46,1  |
| Átlagos max. hőmérséklet (°C) | 5,6   | 8,9   | 14,4  | 18,9 | 23,9 | 27,8 | 32,2 | 31,7 | 26,7  | 18,9  | 10,6  | 4,4   | 18,7  |
| Átlagos min. hőmérséklet (°C) | −1,7  | −0,6  | 2,2   | 5,6  | 10,0 | 13,3 | 16,7 | 16,1 | 11,1  | 5,6   | 2,2   | −1,7  | 6,6   |
| Rekord min. hőmérséklet (°C)  | −32,8 | −30,6 | −12,8 | −7,8 | −2,8 | 2,2  | 3,3  | 2,8  | −6,1  | −10,0 | −21,7 | −33,9 | −33,9 |
| Átl. csapadékmennyiség (mm)   | 27    | 21    | 19    | 14   | 16   | 13   | 6    | 5    | 8     | 15    | 25    | 29    | 198   |
| Forrás: The Weather Channel   |       |       |       |      |      |      |      |      |       |       |       |       |       |

## Népesség
A település népességének változása:
| Lakosok száma | 3303 | 3291 | 3499 |
|               | 2000 | 2010 | 2020 |

## Nevezetes személy
- Chuck Palahniuk, író[6]